# Lauterborniella cristata
Lauterborniella cristata är en tvåvingeart som först beskrevs av Jean-Jacques Kieffer 1913.  Lauterborniella cristata ingår i släktet Lauterborniella och familjen fjädermyggor. Inga underarter finns listade i Catalogue of Life.